# Reichsbahn-Generaldirektion
Die Reichsbahn-Generaldirektion (RBGD) war aufgrund der Proklamation Nr. 2 des Kontrollrates die oberste Verwaltungsbehörde der in der Britischen Zone zu verwaltenden Eisenbahnen und wurde am 20. August 1945 in Bielefeld gegründet.
In ihr wurden die Reichsbahndirektionen Essen, Hamburg, Hannover, Köln, Münster und Wuppertal zusammengefasst. Generaldirektor war Max Leibbrand.
Für die Bizone wurde 1946 die Hauptverwaltung der Eisenbahnen des amerikanischen und britischen Besatzungsgebiets gegründet, die auch die Aufgaben der RBGD übernahm.
Die RGBD wurde zum 1. Januar 1947 aufgelöst.